# 里港茄苳尊王
22°46′36″N 120°31′20″E / 22.776705°N 120.522164°E
里港茄苳腳保安宮茄苳王，是位於臺灣屏東縣里港鄉茄苳村、台22線旁的茄苳樹，被當地人視為神樹。

## 樹況

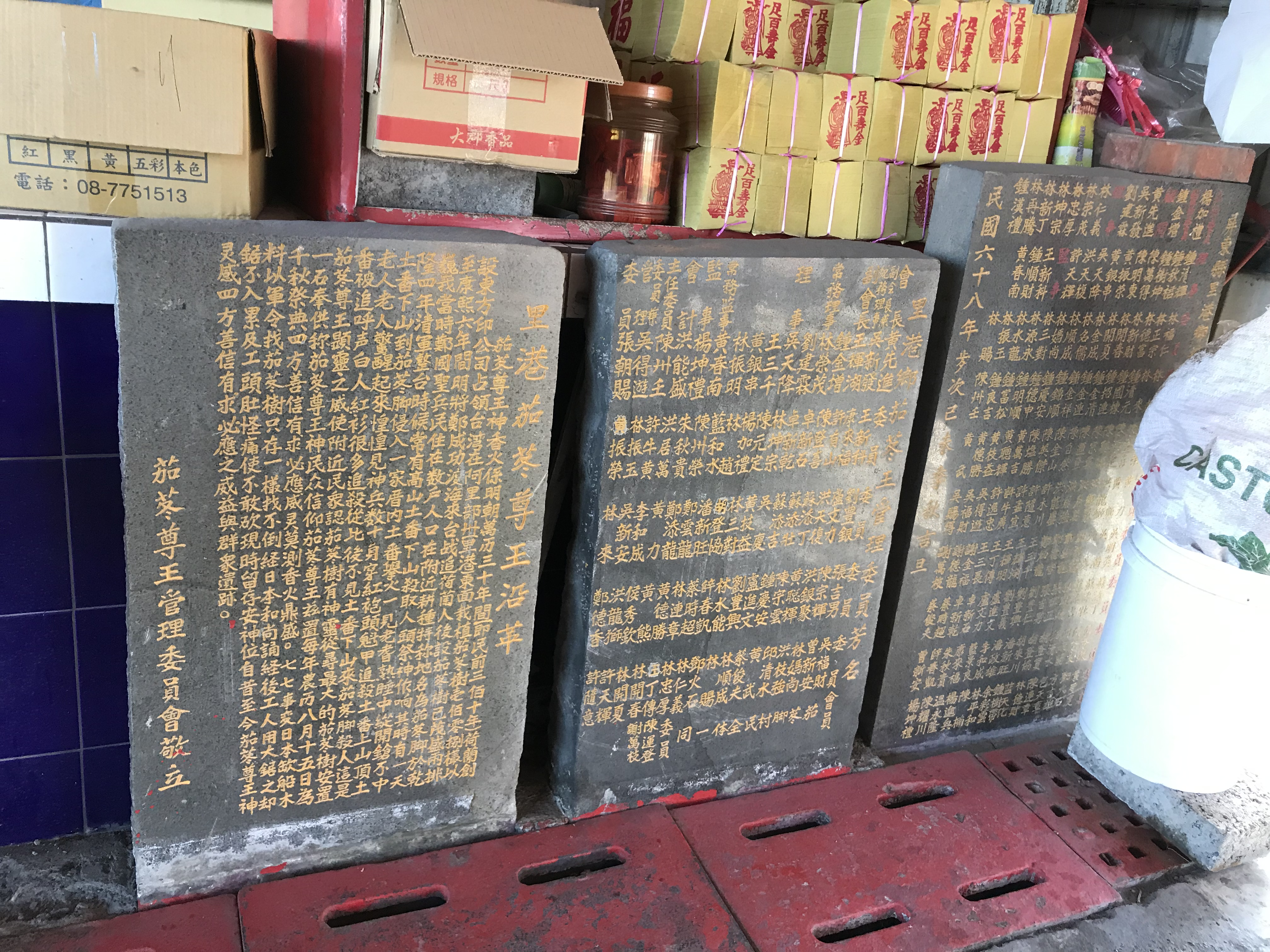
里港茄苳尊王沿革碑

里港茄苳尊王是位於里港鄉往高樹鄉的台22線旁。在1995年，縣政府列為珍貴老樹時，樹至少530多歲，樹高15至16公尺，胸圍5.7公尺。2003年縣府統計縣內老樹，此樹樹齡僅次於潮州鎮的弄璋樹。
據日治時代擔任屏東郡動員課長的陳晏湘表示，茄苳村旁曾有百餘棵茄苳樹被日本人砍伐，日本人為尊重里港鄉民，才將此樹保留下來。陳晏湘對當年茄苳樹群被砍伐一事，一直耿耿於懷，他聽說高樹鄉一位村民收藏了一棵當年遭砍伐的樹頭，還急忙趕到這位村民家中，將這棵茄苳樹頭買回家放在客廳珍藏。此後客人上門，他總為客人一遍又一遍地敘述里港茄苳樹王的故事。
此樹附近茄苳村多為陳姓居民。1980年代，這棵茄苳樹還成為鄉長選戰的話題，縣議員曾迺瑞與陳茂元競選鄉長時，兩人對道路拓寬看法不同，陳男主張截彎取直遷移此樹，曾男則大力主張維持現狀，最後曾迺瑞贏了選戰。

## 信仰

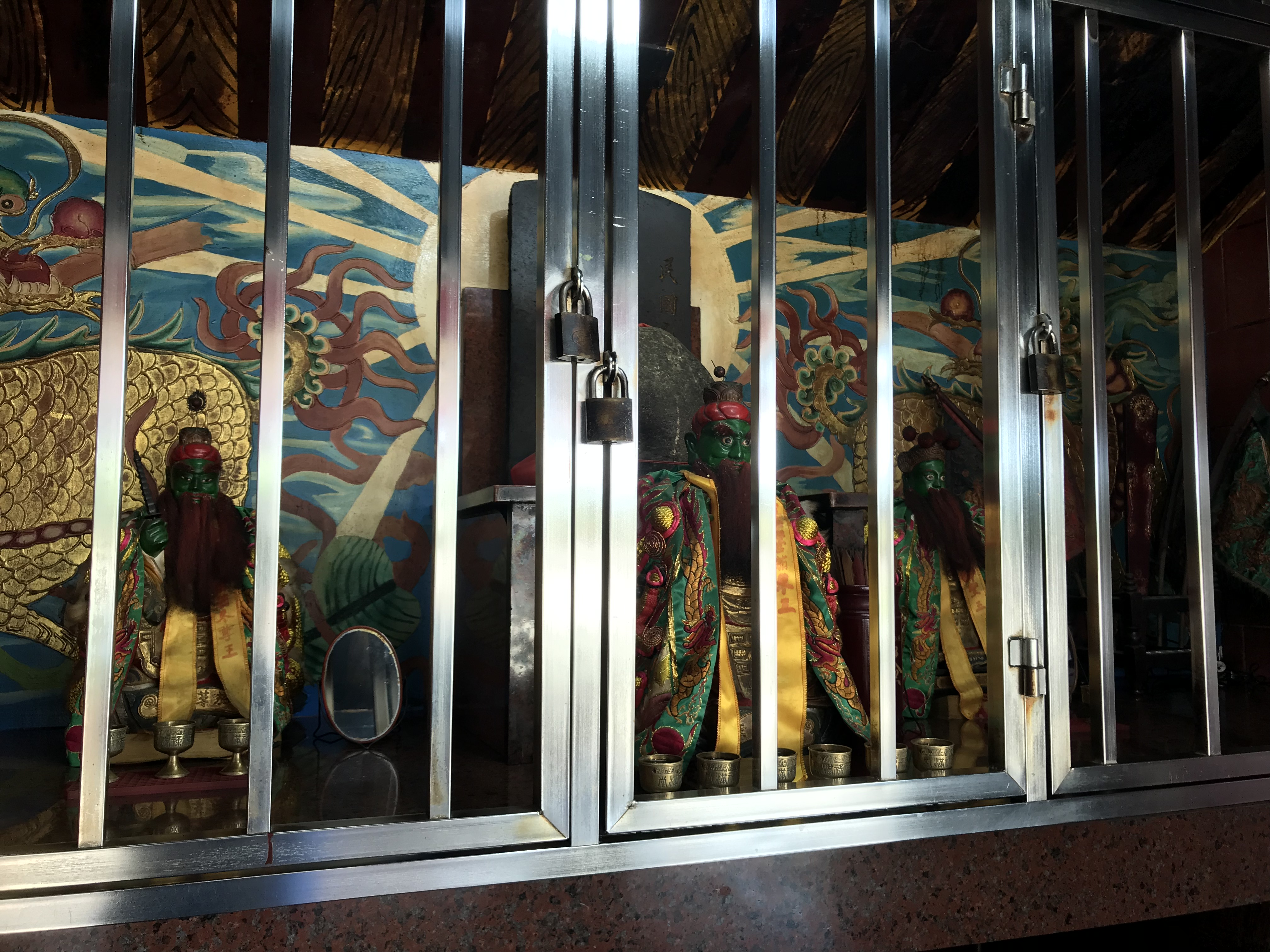
里港茄苳尊王神像

樹下的保安宮供奉茄苳王、茄苳尊王、神聖王與白大將軍。傳說乾隆四年（1739年），原住民有一日下山到茄苳腳侵入一家民宅，驚醒熟睡的老耆，結果出現眾多身穿紅袍頭、戴魁甲的神兵，讓原住民驚嚇奔回山頂，居民認為是茄苳尊王顯威靈幫助，從此供奉為神祇。信徒將此樹同時與埔里茄苳樹王公、名間茄苳神木公、彰化市茄苳王公、太平茄苳公、及後壠仔茄苳公等地的老茄苳樹結成姐妹樹。
鄉人相信，小嬰兒不好帶，拜茄苳王為義父就可以保平安。據廟方主任委員陳州榮在2008年表示，目前有登記的義子已超過一千人，其中最老的已八十多歲，每年農曆八月十五日茄苳王的生日，不少義子從各地趕來為老樹慶生，受其庇祐的人，也會在這一天請戲班子唱戲酬神。
地方還盛傳樹上住了稱為「白大將軍」的白猴，專管偏財運，民眾會準備香蕉到此求財。一次修剪樹枝，乩童說白大將軍抱怨修得太亮了。